# Mendykara

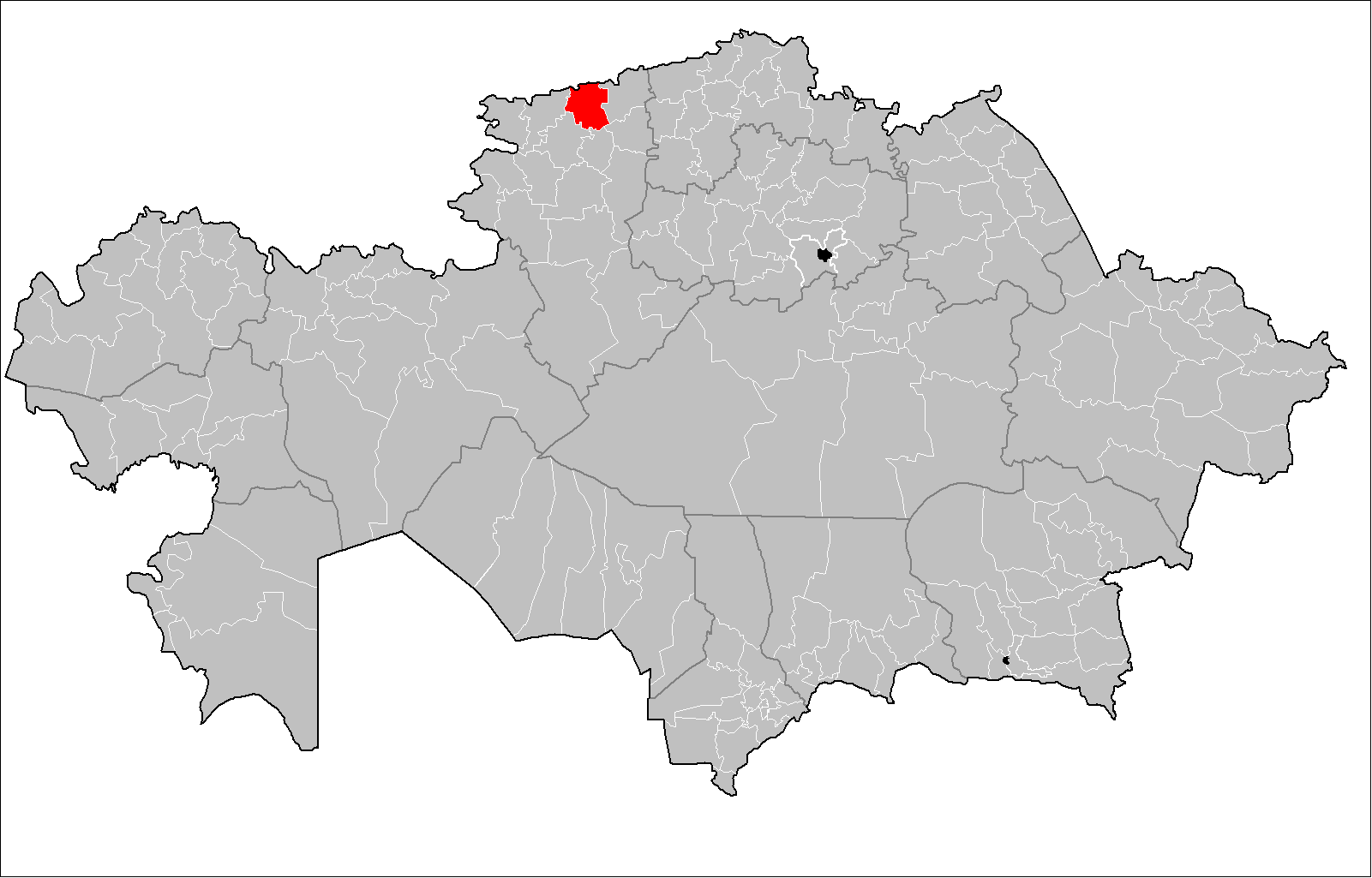
Ubicación del distrito en mapa nacional

Mendykara (en kazajo Меңдіқара ауданы) es uno de los 16 distritos en los que se divide la provincia de Kostanái, Kazajistán.

## Población
Según el censo de 1999, tenía 39 632 habitantes. Para el censo de 2009 se había registrado un importante descenso de la población y se contabilizaron 32 016 habitantes.